# Пиппи, Кейтлин
Кейтлин Пиппи (англ. Katelyn Pippy; род. 12 апреля 1993, Форт Кавасос) — американская актриса.

## Биография
Кейтлин Пиппи родилась 12 апреля 1993 года в Форт-Худ, штат Техас, США. Детство провела в городе Мун-Тауншип, штат Пенсильвания. Её отец Джон Пиппи — сенатор штата Пенсильвания в 2003—2012 годах, мать Кэти Пиппи — предприниматель. Кейтлин окончила школу искусств Линкольн Парк в Мидленде. В 2015 году окончила Корнеллский университет.
В 2005 году Кейтлин начала свою кинокарьеру с эпизодической роли в сериале «Детектив Монк». В 2007 году снялась в фильме «Зло: не думай об этом». С 2008 по 2013 год она снималась в сериале «Армейские жёны». В 2016 году сыграла в 2 эпизодах сериала «#ЭтоКолледж».
С 2010 по 2013 год Кейтлин играла в женский хоккей на льду в качестве вратаря, выступала за юниорские команды «Питтсбург Пингвинз» (2010—2011) и «Корнелл Биг Рэд» (2011—2013).
В 2018—2019 годах озвучила нескольких персонажей игр «Fallout 76» и «Rage 2».

## Фильмография
| Год       |     | Русское название                   | Оригинальное название                   | Роль                                                    |
| --------- | --- | ---------------------------------- | --------------------------------------- | ------------------------------------------------------- |
| 2005      | с   | Детектив Монк                      | Monk                                    | юная Шерри                                              |
| 2006      | с   | Всё тип-топ, или Жизнь Зака и Коди | The Suite Life of Zack and Cody         | Джоли                                                   |
| 2006      | кор | Может быть, это в воде             | Maybe It's in the Water                 | Мэрджин                                                 |
| 2007      | тф  | Алиби                              | Alibi                                   | юная Кристи Винтерс                                     |
| 2007      | кор | Маленькие лавины                   | Small Avalanches                        | Нэнси                                                   |
| 2007      | в   | Зло: не думай об этом              | The Haunting Hour: Don't Think About It | Эрин                                                    |
| 2008—2013 | с   | Армейские жёны                     | Army Wives                              | Эммалин Холден                                          |
| 2016      | с   | #ЭтоКолледж                        | #ThisIsCollege                          | Аманда                                                  |
| 2017      | с   | Несбывшаяся мечта                  | A Denied Dream                          | Элис                                                    |
| 2018      | ки  | Fallout 76                         | Fallout 76                              | Рита Уилкокс / Хейли Портер / «Посейдон»                |
| 2019      | ки  | Rage 2                             | Rage 2                                  | страж огнестрельного оружия / лидер бессмертного конвоя |
| 2019—2020 | с   |                                    | Date of Honor                           | Бек фон Сэнт                                            |
| 2021      | с   | 9-1-1: Одинокая звезда             | 9-1-1: Lone Star                        | Келси                                                   |
| 2021      | ф   |                                    | Whisper                                 | Сэмми                                                   |